# Sofi Oksanen
Sofi-Elina Oksanen (Jyväskylä, 7 de janeiro de 1977) é uma escritora finlandesa.

## Biografia
Nasceu no centro da Finlândia, de pai eletricista e de mãe engenheira estoniana que chegou à Finlândia na década de 1970.

Sofi Oksanen estudou literatura nas universidades de Jyväskylä e Helsínquia, e também arte dramática no Teatro Academia de Helsínquia. Oksanen é muito ativa em debates e artigos de opinião, identificando-se como bissexual reconhecendo ter sofrido de distúrbios alimentares.
Sofi Oksanen ficou muito conhecida pela sua primeira novela Stalinin lehmät ("As vacas de Estaline") (2003), que versa sobre sobre a herança comunista na Estónia, refletida nos transtornos alimentares e na emigração de mulheres estonianas para a Finlândia. A obra foi nomeada para o Prémio Runeberg.
Dois anos mais tarde publicou Baby Jane (2005), una novela sobre desordens de ansiedade e violência nos casais de lésbicas.
Puhdistus foi criado como drama teatral em (2007), e levado à cena no Teatro Nacional da Finlândia.

Em 2008, surgiu como romance, traduzido para português (Purga, em Portugal; Expurgo, no Brasil), tendo recebido vários prémios, entre os quais o Prémio Finlandia (2008), o Prémio Runeberg (2009), o Prémio Literário do Conselho Nórdico (2010) e o Prémio Livro Europeu do Ano (2010).

### Romances
- Stalinin lehmät, WSOY, 2003 no Brasil: As Vacas de Stalin (Record, 2013)
- Baby Jane, WSOY, 2005
- Puhdistus, WSOY, 2008 em Portugal: A Purga (Alfaguara Portugal, 2011) no Brasil: Expurgo (Record, 2012)
- Kun kyyhkyset katosivat, Like, 2012 em Portugal: Quando as Pombas Desaparecem(Alfaguara Portugal, 2015)
- Norma, 2015 ISBN 978-952-01-1294-3 em Portugal: Norma(Alfaguara Portugal, 2016)
- Koirapuisto, 2019 ISBN 978-952-01-1944-7 em Portugal: O Parque dos Cães (Alfaguara Portugal, 2023)

### Obras de teatro
- Siniposkiset tytöt, 2005
- Puhdistus, 2007
- High Heels Society, 2008
- Kertomuksia keittiöstä, 2009
- Kun kyyhkyset katosivat, 2013
- Rakastan sinua jo nyt, 2017

## Prémios
- Prémio Finlândia, 2008
- Prémio Runeberg, 2009
- Prémio de Literatura do Conselho Nórdico, 2010
- Prémio Livro Europeu do Ano (European Book Prize), 2010
- Prêmio Femina, 2010
- Prémio Nórdico da Academia Sueca, 2013